# Julia Bejgelzimerová
Julia Bejgelzimerová ukrajinsky Юлія Бейгельзімер, Julija Bejhel’zimer (* 20. října 1983 Doněck) je ukrajinská profesionální tenistka, která na okruh ITF vstoupila v roce 2000 a profesionálkou se stala v sezóně 2001.
Ve své dosavadní kariéře vyhrála na okruhu WTA Tour tři turnaje ve čtyřhře, když ten poslední získala po boku Olgy Savčukové na polském turnaji v Katowicích v roce 2014. Na titul ze dvouhry dosud čeká. V rámci okruhu ITF získala dvanáct titulů ve dvouhře a třicet pět ve čtyřhře.
Na žebříčku WTA byla ve dvouhře nejvýše klasifikována v září 2006 na 83. místě a ve čtyřhře pak v dubnu 2006 na 56. místě. Trénuje ji její otec Emmanuil Bejgelzimer.
V ukrajinském fedcupovém týmu debutovala v roce 2000 ve španělské Murice v rámci 1. skupiny zóny Evropy a Afriky, když Ukrajina skončila ve skupině na třetím nepostupovém místě. Do  roku 2016 v soutěži nastoupila k dvaceti mezistátním utkáním s bilancí 9–8 ve dvouhře a 9–5 ve čtyřhře.
V roce 2000 vyhrála Mistrovství Evropy juniorů v tenise do 18 let, když ve švýcarském Klostersu porazila ve finále Marii-Gaïané Mikaelianovou 2–6, 6–3, 6–4.
Ukrajinu reprezentovala na Letních olympijských hrách 2004 v Athénách, kde spolu s Tatianou Perebijnisovou nepřešly přes úvodní kolo, když podlehly americké dvojici a pozdějším čtvrtfinalistkám Martině Navrátilové a Lise Raymondové 0–6, 2–6.

## Soukromý život
Pochází z rodiny Emmanuila Bejgelzimera a Viktorie Bejgelzimerové. Tenis začala hrát v sedmi letech.

## Finálové účasti na turnajích WTA Tour

### Finále WTA Tour
| Legenda                           |
| --------------------------------- |
| D – dvouhra; Č – čtyřhra          |
| Grand Slam (0)                    |
| WTA Tour Championships (0)        |
| Premier Mandatory & Premier 5 (0) |
| Premier (0)                       |
| International (0–0 D; 3–4 Č)      |

#### Čtyřhra: 7 (3–4)
| Stav       | Č. | Datum             | Turnaj                 | Povrch  | Spoluhráčka           | Soupeřky ve finále                         | Výsledek         |
| ---------- | -- | ----------------- | ---------------------- | ------- | --------------------- | ------------------------------------------ | ---------------- |
| Finalistka | 1. | 29. července 2001 | Sopoty, Polsko         | antuka  | Anastasia Rodionovová | Joannette Krugerová Francesca Schiavoneová | 4–6, 0–6         |
| Vítězka    | 1. | 12. října 2003    | Taškent, Uzbekistán    | tvrdý   | Taťána Pučeková       | Tching Liová Sun Tchien-tchien             | 6–3, 7–6(0)      |
| Vítězka    | 2. | 26. února 2005    | Modena, Itálie         | antuka  | Mervana Jugićová      | Gabriela Navrátilová Michaela Paštiková    | 6–2, 6–0         |
| Finalistka | 2. | 24. září 2006     | Kalkata, Indie         | koberec | Juliana Fedaková      | Liezel Huberová Sania Mirzaová             | 4–6, 0–6         |
| Finalistka | 3. | 15. února 2009    | Pattaya, Thajsko       | tvrdý   | Vitalija Ďjačenková   | Jaroslava Švedovová Tamarine Tanasugarnová | 3–6, 2–6         |
| Vítězka    | 3. | 13. dubna 2014    | Katowice, Polsko       | hala    | Olga Savčuková        | Klára Koukalová Monica Niculescuová        | 6–4, 5–7, [10–7] |
| Finalistka | 4. | 8. března 2015    | Kuala Lumpur, Malajsie | Hard    | Olga Savčuková        | Liang Čchen Wang Ja-fan                    | 6–4, 3–6, [4–10] |

## Finálové účasti na turnajích okruhu ITF
| $100,000 tournaments |
| $75,000 tournaments  |
| $50,000 tournaments  |
| $25,000 tournaments  |
| $10,000 tournaments  |

### Dvouhra: 20 (12–8)
| Stav       | Č.  | Datum              | Turnaj                  | Povrch     | Soupeřka ve finále           | Výsledek            |
| ---------- | --- | ------------------ | ----------------------- | ---------- | ---------------------------- | ------------------- |
| Finalistka | 1.  | 9. dubna 2000      | Makarska, Chorvatsko    | antuka     | Zuzana Ondrášková            | 2–6, 3–6            |
| Vítězka    | 1.  | 16. července 2001  | Sezze, Itálie           | antuka     | Romana Tedjakusumová         | 6–2, 6–3            |
| Vítězka    | 2.  | 10. února 2002     | Lecce, Itálie           | antuka (h) | Eszter Molnarová             | 6–2, 6–1            |
| Vítězka    | 3.  | 30. března 2002    | Amiens, Francie         | antuka (h) | Armandine Dulonová           | 7–5, 3–6, 6–3       |
| Vítězka    | 4.  | 19. května 2002    | Štětín, Polsko          | antuka     | Alena Vašková                | 2–6, 6–3, 6–3       |
| Finalistka | 2.  | 1. května 2003     | Cagnes-Sur-Mer, Francie | antuka     | Stéphanie Cohenová-Alorová   | 4–6, 3–6            |
| Vítězka    | 5.  | 22. března 2004    | Orange County, USA      | tvrdý      | Jevgenija Liněcká            | 6–3, 2–6, 6–2       |
| Vítězka    | 6.  | 2. října 2005      | Biella, Itálie          | antuka     | Giulia Gabbaová              | 6–2, 6–4            |
| Vítězka    | 7.  | 8. listopadu 2005  | Minsk, Bělorusko        | koberec    | Agnieszka Radwańská          | 7–6(7), 6–1         |
| Vítězka    | 8.  | 30. července 2006  | Pétange, Lucemburk      | antuka     | Kirsten Flipkensová          | 5–7, 7–6(8), 6–4    |
| Vítězka    | 9.  | 13. listopadu 2006 | Opole, Polsko           | koberec    | Ana Vrljićová                | 6–2, 6–0            |
| Finalistka | 3.  | 1. července 2007   | Périgueux, Francie      | antuka     | Eva Hrdinová                 | 6–3, 3–6, 4–6       |
| Vítězka    | 10. | 3. října 2010      | Helsinky, Finsko        | hala       | Emma Laineová                | 7–6(9), 6–0         |
| Finalistka | 4.  | 10. října 2010     | Limoges, Francie        | tvrdý      | Ivana Lisjaková              | 0–6, 3–6            |
| Vítězka    | 11. | 19. února 2012     | Antalya, Turecko        | antuka     | Liana Ungurová               | 7–5, 7–5            |
| Finalistka | 5.  | 22. dubna 2012     | Civitavecchia, Itálie   | antuka     | María Teresa Torrová Florová | 6–3, 5–7, 2–6       |
| Finalistka | 6.  | 15. září 2013      | Trabzon, Turecko        | tvrdý      | Anna-Lena Friedsamová        | 6–4, 3–6, 3–6       |
| Vítězka    | 12. | 27. října 2013     | Herzlija, Izrael        | tvrdý      | Kristína Kučová              | 6–3, 4–6, 5–2 skreč |
| Finalistka | 7.  | 23. února 2014     | Nové Dillí, Indie       | tvrdý      | Wang Čchiang                 | 1–6, 3–6            |
| Finalistka | 8.  | 21. dubna 2014     | Istanbul, Turecko       | tvrdý      | Denisa Alertová              | 2–6, 3–6            |

## Postavení na konečném žebříčku WTA

### Dvouhra
| Rok    | 2000 | 2001   | 2002   | 2003   | 2004   | 2005   | 2006   | 2007   | 2008   | 2009   | 2010   | 2011   | 2012   | 2013   | 2014   | 2015   |
| Pořadí | 476. | ▲ 352. | ▲ 165. | ▲ 117. | ▼ 162. | ▲ 160. | ▲ 122. | ▼ 182. | ▼ 280. | ▲ 211. | ▲ 193. | ▼ 199. | ▲ 171. | ▼ 172. | ▼ 181. | ▼ 192. |

### Čtyřhra
| Rok    | 2000 | 2001   | 2002   | 2003  | 2004   | 2005  | 2006  | 2007   | 2008   | 2009   | 2010   | 2011   | 2012   | 2013   | 2014  | 2015   |
| Pořadí | 722. | ▲ 185. | ▲ 142. | ▲ 72. | ▼ 123. | ▲ 65. | ▼ 96. | ▼ 184. | ▼ 194. | ▲ 110. | ▼ 215. | ▼ 225. | ▲ 223. | ▲ 118. | ▲ 90. | ▼ 180. |